# 紐霍普 (密蘇里州)
紐霍普（英語：New Hope）是位於美國密蘇里州林肯縣的非建制地區。

## 歷史
紐霍普的郵局於1837年設立，其後於1908年停運。

## 地理
紐霍普所處的海拔為高於海平面219米（即719英呎），而該地所採用的時區為UTC-6，即北美中部時區（CST）。同時該地設有夏令時間，為UTC-6調快一小時，即UTC-5（CDT）。